# Wereldkampioenschappen 10-pin-bowling
De wereldkampioenschappen 10-pin-bowling zijn door de World Tenpin Bowling Association (WTBA) van de International Bowling Federation (IBF) georganiseerde kampioenschappen voor bowlers. 

## Historiek
De eerste editie vond plaats in het Finse Helsinki in 1954. Er waren 58 deelnemers uit 7 landen. De eerste vier edities van het wereldkampioenschap waren enkel toegankelijk voor mannen, vanaf het WK 1963 te Mexico-Stad namen ook vrouwen deel. Vanaf die editie vond het WK vierjaarlijks plaats, wat zo zou blijven tot het WK 2003 te Kuala Lumpur te Maleisië. 
Als gevolg van het steeds toenemend aantal deelnemers werd in 2001 besloten om vanaf de WK 2005 (voor mannen 2006) aparte wereldkampioenschappen voor mannen en vrouwen in te richten. Tevens werd er besloten elke twee jaar, per geslacht, wereldkampioenschappen in te richten. In 2009 werd tijdens het wereldcongres besloten om elke vier jaar gezamenlijke WK in te richten voor beide geslachten. De eerste WK die volgens dit principe verliepen waren die van 2013 te Henderson in de Verenigde Staten.

## Overzicht
| Editie | Jaar | Locatie                                  |
| ------ | ---- | ---------------------------------------- |
| 1      | 1954 | Helsinki (Finland)                       |
| 2      | 1955 | Essen (BRD)                              |
| 3      | 1958 | Helsingborg (Zweden)                     |
| 4      | 1960 | Hamburg (BRD)                            |
| 5      | 1963 | Mexico-Stad (Mexico)                     |
| 6      | 1967 | Malmö (Zweden)                           |
| 7      | 1971 | Milwaukee (Verenigde Staten)             |
| 8      | 1975 | Londen (Verenigd Koninkrijk)             |
| 9      | 1979 | Manilla (Filipijnen)                     |
| 10     | 1983 | Caracas (Venezuela)                      |
| 11     | 1987 | Helsinki (Finland)                       |
| 12     | 1991 | Singapore (Singapore)                    |
| 13     | 1995 | Reno (Verenigde Staten)                  |
| 14     | 1999 | Abu Dhabi (Verenigde Arabische Emiraten) |
| 15     | 2003 | Kuala Lumpur (Maleisië)                  |

| Heren  | Heren | Heren                                    | Dames  | Dames | Dames                                    |
| Editie | Jaar  | Locatie                                  | Editie | Jaar  | Locatie                                  |
| ------ | ----- | ---------------------------------------- | ------ | ----- | ---------------------------------------- |
| 16     | 2006  | Busan (Zuid-Korea)                       | 16     | 2005  | Aalborg (Denemarken)                     |
| 17     | 2008  | Bangkok (Thailand)                       | 17     | 2007  | Monterrey (Mexico)                       |
| 18     | 2010  | München (Duitsland)                      | 18     | 2009  | Las Vegas (Verenigde Staten)             |
| 19     | 2013  | Henderson (Verenigde Staten)             | 19     | 2013  | Henderson (Verenigde Staten)             |
| 20     | 2014  | Abu Dhabi (Verenigde Arabische Emiraten) | 20     | 2015  | Abu Dhabi (Verenigde Arabische Emiraten) |
| 21     | 2017  | Las Vegas (Verenigde Staten)             | 21     | 2017  | Las Vegas (Verenigde Staten)             |
| 22     | 2018  | Hongkong (Hongkong)                      | 22     | 2019  | Las Vegas (Verenigde Staten)             |